# Revoluția sexuală
Revoluția sexuală, cunoscută și sub numele de liberare sexuală, a fost o mișcare socială care a contestat etichetele comportamentale tradiționale legate de sexualitate, propagată în întreaga lume occidentală în anii 1960 și 1970.
Eliberarea sexuală a dus la o mai mare acceptare a sexului în afara relațiilor tradiționale heterosexuale, monogame. Au urmat normalizarea practicării metodelor de contracepție și a pilulei de a doua zi, și a fenomenelor sociale precum nuditatea publică, pornografia, sexul premarital, homosexualitatea și masturbarea.

## Origini
Termenul de „revoluție sexuală” a fost folosit dinaintea anilor 1920. Acesta se găsește în volumul Is Sex Necessary? Or, Why You Feel the Way You Do (1929) de James Thurber și E. B. White. Un capitol al cărții se intitulează The Sexual Revolution: Being a Rather Complete Survey of the Entire Sexual Scene. Potrivit istoricului Konstantin Dushenko, termenul era folosit în Rusia sovietică încă din 1925.
Când vorbesc despre revoluția sexuală, specialiștii fac o distincție între prima și a doua revoluție sexuală. În prima revoluție sexuală (1870-1910), moralitatea victoriană își pierduse atractivitatea universală. Cu toate acestea, ea nu a dus la apariția unei „societăți permisive”. Exemplificativă pentru această perioadă este creșterea și diferențierea formelor de reglementare a sexualității.

## Formare
Indicatorii comportamentului sexual netradițional (de exemplu, incidența gonoreei, nașterile în afara căsătoriei și la adolescenți) au început să crească dramatic la mijlocul și sfârșitul anilor 1950. Aceasta a adus schimbări profunde în atitudinile societății față de sexualitatea femeilor, homosexualitate, sexualitatea premaritală și libertatea de exprimare sexuală.
Psihologi și oameni de știință precum Wilhelm Reich și Alfred Kinsey au influențat schimbările iminente. De asemenea, schimbarea moravurilor a fost stimulată și reflectată atât de literatură și filme, cât și de mișcările sociale ale perioadei, inclusiv de contracultură, mișcarea feministă și mișcarea pentru drepturile homosexualilor.
Revoluția sexuală a fost inițiată de cei care împărtășeau credința în impactul dăunător al represiunii sexuale, un punct de vedere care fusese susținut anterior de Wilhelm Reich, D. H. Lawrence, Sigmund Freud și mișcarea suprarealistă.
Contracultura dorea să exploreze corpul și mintea, și să elibereze eul personal de limitele sexuale morale și legale ale Americii moderne, precum și de morala anilor 1940-50. Revoluția sexuală din anii 1960 a apărut din convingerea că erotismul ar trebui să fie celebrat ca o parte normală a vieții, și nu reprimat de familie, de morala sexuală industrializată, de religie și de stat.
Dezvoltarea pilulei contraceptive în 1960 a oferit femeilor acces la o contracepție ușoară și fiabilă. O altă cauză probabilă a fost o îmbunătățire vastă a obstetricii, reducând considerabil numărul femeilor care au murit din cauza sarcinii, crescând astfel speranța de viață a femeilor. O a treia cauză, mai indirectă, a fost numărul mare de copii născuți în anii 1940 și la începutul anilor 1950 în toată lumea occidentală - generația Baby Boom - mulți dintre ei urmând să crească în condiții relativ prospere și sigure, în cadrul unei clase de mijloc în creștere, și cu un acces mai bun decât oricând la educație și divertisment. Prin ponderea lor demografică și prin mediul lor social și educațional, ei au ajuns să declanșeze o schimbare în societate către atitudini mai permisive și mai informale.
Descoperirea penicilinei a dus la reduceri semnificative ale mortalității cauzate de sifilis, ceea ce, la rândul său, a stimulat o creștere a sexului netradițional la mijlocul și sfârșitul anilor 1950.
A existat o creștere a întâlnirilor sexuale între adulți necăsătoriți. Ratele de divorț au crescut dramatic, iar ratele de căsătorie au scăzut semnificativ în această perioadă. Numărul americanilor necăsătoriți cu vârste cuprinse între 20 și 24 de ani a crescut de peste două ori, de la 4,3 milioane în 1960, la 9,7 milioane în 1976. Bărbații și femeile au căutat să remodeleze căsătoria prin instilarea unor noi instituții (căsătorie deschisă, schimb de parteneri, swinging și sex în grup).

## Cultura populară

### EraPlayboy
În 1953, Hugh Hefner, rezident din Chicago, a fondat Playboy, o revistă care viza bărbații cu vârste cuprinse între 21 și 45 de ani. Pe coperta primei ediții apare Marilyn Monroe, pe atunci un sex simbol în plină ascensiune. Cu desene animate, interviuri, povestiri scurte, „Filosofia Playboy” a lui Hefner și a „partenerelor sale de joacă” devine un real succes.
În 1960, Hefner a extins Playboy Enterprises, deschizând primul Playboy Club în Chicago, care s-a transformat într-un lanț de cluburi de noapte și stațiuni. Cluburile private ofereau relaxare pentru membri, care erau serviți de iepurașii Playboy.
În timp ce Hefner susținea că firma sa a contribuit la atitudinea mai liberală a Americii față de sex, alții cred că pur și simplu a exploatat-o.

### Literatură
În Statele Unite, între anii 1959 și 1966, au fost contestate și anulate interdicțiile privind trei cărți cu conținut erotic explicit. Acest lucru s-a întâmplat și în Regatul Unit, începând cu Legea privind publicațiile obscene din 1959 și atingând apogeul cu procesul LCL.
Înainte de această perioadă, un mozaic de reglementări (precum și obiceiuri locale și acțiuni de vigilență) selectau ce putea și ce nu putea fi publicat. De exemplu, Serviciul Vamal al Statelor Unite a interzis Ulise de James Joyce, refuzând să permită importul acestuia în Statele Unite. Index librorum prohibitorum al Bisericii Romano-Catolice avea o mare greutate în rândul catolicilor și echivala cu un boicot instantaneu al oricărei cărți care apărea în el. 
Hotărârile judecătorești care au legalizat publicarea Fanny Hill au avut un rol important în eliberatea de teama unor acțiuni în justiție, iar lucrările de non-ficțiune despre sex și sexualitate au început să apară mai des. Aceste cărți erau factuale și, de fapt, educative, puse la dispoziția unui public larg răspândit în librăriile obișnuite și în cluburile de lectură prin corespondență, iar autorii lor erau invitați la talk-show-uri nocturne. Cărți anterioare, precum What Every Girl Should Know (Margaret Sanger, 1916) și A Marriage Manual (Hannah și Abraham Stone, 1939) rupseseră tăcerea și, până în anii 1950, în Statele Unite, devenise rar ca femeile să meargă în noaptea nunții lor fără să știe la ce să se aștepte.

### Filme XXX
În 1969, Blue Movie, regizat de Andy Warhol, a fost primul film erotic pentru adulți care prezintă sex explicit și care a fost lansat pe scară largă în cinematografele din Statele Unite. Filmul a contribuit la inaugurarea fenomenului „porno chic” în cultura americană modernă. Potrivit lui Warhol, Blue Movie a avut o influență majoră în realizarea filmului Ultimul tango la Paris, cu Marlon Brando în rolul principal, lansat la câțiva ani mai târziu.
În 1970, următoarele filme notabile sunt Mona the Virgin Nymph și Deep Throat. Cel din urmă a devenit un succes major la box office, în urma unor mențiuni făcute de Johnny Carson în emisiunea The Tonight Show, dar și de Bob Hope.
În 1976, The Opening of Misty Beethoven (bazat pe piesa Pigmalion de George Bernard Shaw) a fost lansat în cinematografe, fiind considerat de scriitoarea Toni Bentley drept „bijuteria de pe coroană” a „epocii de aur a filmului porno”.
De la mijlocul anilor 1970 și până în anii 1980, libertățile sexuale recent câștigate au fost exploatate de marile întreprinderi care căutau să profite de o societate din ce în ce mai permisivă, odată cu apariția pornografiei publice și a celei hardcore.